# Geografia de Cabo Verde
Cabo Verde é um arquipélago localizado ao largo da costa da África Ocidental. As ilhas vulcânicas que o compõem são pequenas e montanhosas. Existe um vulcão ativo, na ilha do Fogo, que é igualmente o ponto mais elevado do arquipélago, com 2829 m. O país é constituído por 10 ilhas, das quais 9 habitadas, e vários ilhéus desabitados, divididos em dois grupos:
- ao norte, as ilhas de Barlavento. Relacionando de oeste para leste: Santo Antão, São Vicente, Santa Luzia (desabitada), São Nicolau, Sal e Boa Vista. Pertencem ainda ao grupo de Barlavento os ilhéus desabitados de Branco e Raso, situados entre Santa Luzia e São Nicolau, o ilhéu dos Pássaros, em  frente à cidade de Mindelo, na ilha de São Vicente e os ilhéus Rabo de Junco, na costa da ilha do Sal e os ilhéus de Sal Rei e do Baluarte, na costa da ilha de Boa Vista;
- ao sul, as ilhas de Sotavento. Enumerando de leste para oeste: Maio, Santiago, Fogo e Brava. O ilhéu de Santa Maria, em frente à cidade de Praia, na Ilha de Santiago; os ilhéus Grande, Rombo, Baixo, de Cima, do Rei, Luiz Carneiro e o ilhéu Sapado, situados a cerca de 8 km da ilha Brava e o ilhéu da Areia, junto à costa dessa mesma ilha.

As maiores ilhas são a de Santiago a sueste, onde se situa a capital do país, Praia e a ilha de Santo Antão, no extremo noroeste. Praia é também o principal aglomerado populacional do arquipélago, seguida pelo Mindelo, na ilha de São Vicente.

## Pontos extremos
- N Norte: Ponta do Sol, na ilha de Santo Antão 17° 11′ N, 25° 05′ O
- S Sul: Ponta Nhô Martinho, na ilha Brava 14° 49′ N, 24° 42′ O
- E Este: Ilhéu do Roque, na ilha da Boa Vista 16° 05′ N, 22° 40′ O
- W Oeste: Ponta Chão de Morgado, na ilha de Santo Antão 17° 03′ N, 25° 21′ O
- H Altitude máxima: Pico do Fogo, na ilha do Fogo (2.829 m alt.) 14° 57′ N, 24° 20′ O